# 1000-km-Rennen von Paris 1967

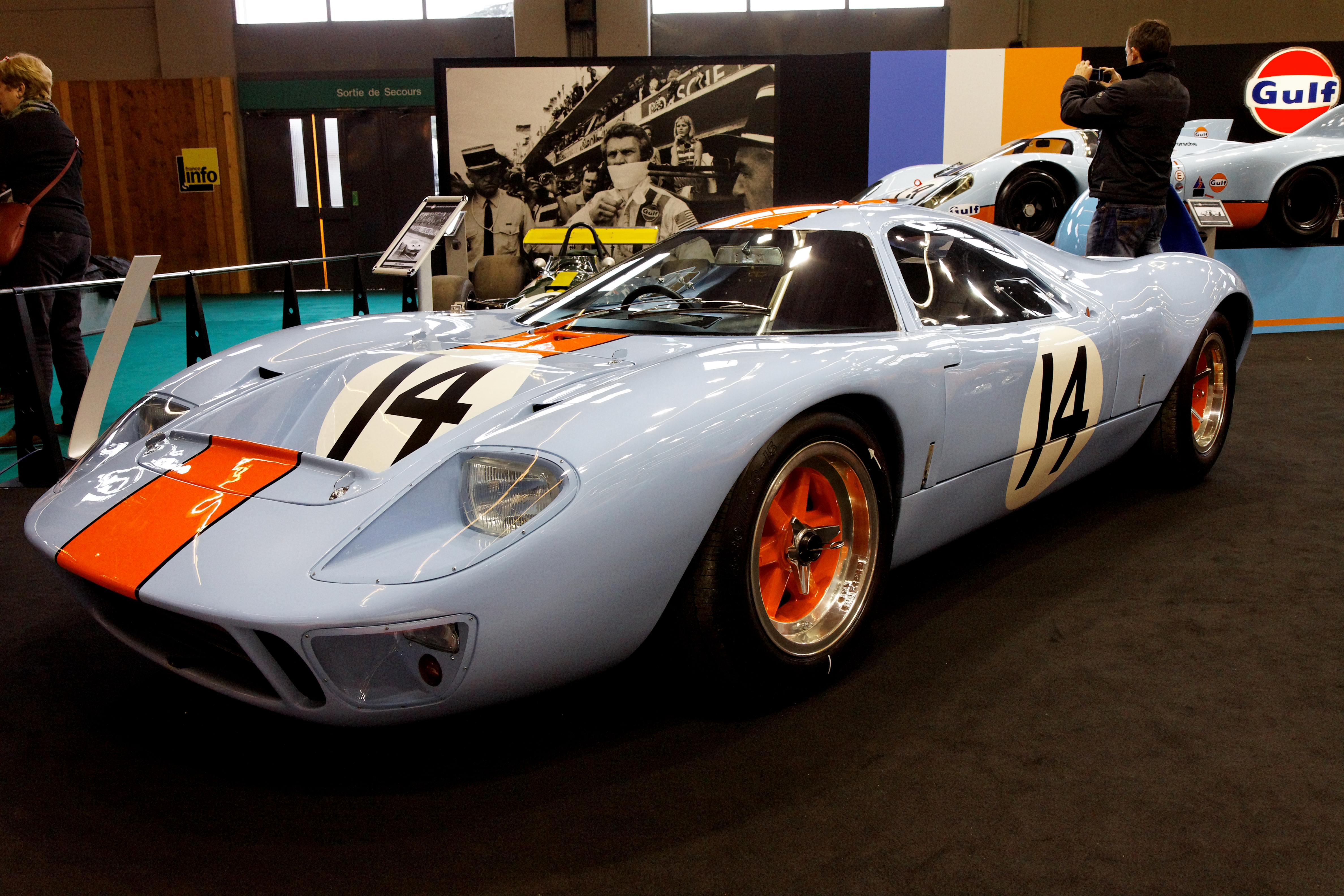
Mirage M1

Das siebte  1000-km-Rennen von Paris, auch 1000 Kms de Paris, LInas Montlhéry, fand am 15. Oktober 1967 auf dem Autodrome de Linas-Montlhéry statt. Das Rennen zählte zu keiner Rennserie.

## Das Rennen
Obwohl das 1000-km-Rennen von Paris keinen Weltmeisterschaftsstatus hatte und zu keiner Rennserie zählte, konnte auch 1967 die Veranstaltung mit einem ansprechenden Teilnehmerfeld aufwarten. Werkswagen wurden von Matra Sports und Alpine. Das Rennen, das im Regen zu Ende ging, wurde jedoch von einem britischen Fahrzeug gewonnen. Jacky Ickx und Paul Hawkins siegten in einem von John Wyer gemeldeten Mirage M1.
Erneut war die Veranstaltung von einem fatalen Unfall überschattet. Beim Testtag, einem Monat vor dem eigentlichen Rennen, verunglückte der französische Autodelta-Pilot Jean Rolland tödlich. Beim Anbremsen der Cuvette de Couard hatte der Alfa Romeo T33 einen Bremsdefekt. Der Wagen kam von der Strecke ab, traf einen Baum und ging in Flammen auf. Rolland verstarb an der Unfallstelle.

## Ergebnisse

### Schlussklassement
| 1               | P  | 3  | J. W. Automotive          | Jacky Ickx Paul Hawkins                  | Mirage M1         | 128 |
| 2               | P  | 10 | Equipe Nationale Belge    | Lucien Bianchi Jean Blaton               | Ferrari 412P      | 128 |
| 3               | P  | 17 | Scuderia Lufthansa        | Hans Herrmann Udo Schütz                 | Porsche 910       | 128 |
| 4               | P  | 1  | Ford France               | Jo Schlesser Guy Ligier                  | Ford Mk.IIB       | 128 |
| 5               | P  | 9  | Maranello Concessionaires | Joseph Siffert David Piper               | Ferrari 412P      | 128 |
| 6               | S  | 12 | David Piper               | Richard Attwood Brian Redman             | Ferrari 250LM     | 124 |
| 7               | P  | 15 | Automobiles Alpine        | Mauro Bianchi Henri Grandsire            | Alpine A211       | 121 |
| 8               | P  | 18 |                           | André Wicky Régis Fraissinet             | Porsche 910       | 121 |
| 9               | P  | 16 | Matra Sports              | Jean-Pierre Jaussaud Johnny Servoz-Gavin | Matra MS630       | 117 |
| 10              | GT | 24 |                           | Robert Buchet Herbert Linge              | Porsche 911S      | 116 |
| 11              | GT | 27 | Jean-Pierre Gaban         | Jean-Pierre Gaban Roger Vanderschrieck   | Porsche 911S      | 116 |
| 12              | P  | 40 | Nomad                     | Mark Konig Tony Lanfranchi               | Nomad Mk.1        | 114 |
| 13              | S  | 14 | Paul Vestey               | Paul Vestey Paul Ridgway                 | Ferrari 250LM     | 113 |
| 14              | S  | 19 | Scuderia Lufthansa        | Hans-Dieter Dechent Rolf Stommelen       | Porsche 906       | 112 |
| 15              | GT | 23 |                           | Guy Chasseuil Guy Verrier                | Porsche 911S      | 112 |
| 16              | P  | 31 |                           | Jacques Cheinisse Roger Delageneste      | Alpine A210       | 111 |
| 17              | GT | 25 |                           | Sylvain Garant Jean Sage                 | Porsche 911S      | 111 |
| 18              | P  | 34 |                           | Claude Swietlik Johnny Rives             | Marcos Mini GT    | 101 |
| 19              | P  | 35 | Roger Nathan              | Roger Nathan Frank Ruata                 | Costin Nathan     | 101 |
| Ausgefallen     |    |    |                           |                                          |                   |     |
| 20              | S  | 36 |                           | Pierre Maublanc Albert Cognet            | Porsche 906       | 105 |
| 21              | P  | 21 |                           | Digby Martland Brian Muir                | Chevron B6        | 105 |
| 22              | GT | 26 |                           | Jean-Pierre Hanrioud Alain Finkel        | Porsche 911S      |     |
| 23              | P  | 29 | Automobiles Alpine        | Patrick Depailler Jean Vinatier          | Alpine A210       |     |
| 24              | GT | 33 | Automobiles Alpine        | Gérard Larrousse Jean-François Piot      | Alpine A110       |     |
| 25              | P  | 30 | Automobiles Alpine        | André de Cortanze Alain LeGuellec        | Alpine A210       |     |
| 26              | P  | 28 |                           | Julian Sutton Andrew Hedges              | Lotus 47          |     |
| 27              | P  | 7  | Matra Sports              | Jean-Pierre Beltoise Henri Pescarolo     | Matra MS630       | 54  |
| 28              | S  | 6  | Scuderia Brescia Corse    | Nino Vaccarella Umberto Maglioli         | Ford GT40         |     |
| 29              | GT | 11 | Ecurie Francorchamps      | Patrick McNally Edward Nelson            | Ferrari 275 GTB/C |     |
| 30              | P  | 2  | Max Wilson                | Max Wilson David Hobbs                   | Lola T70 Mk.3 GT  |     |
| 31              | S  | 4  | Ford France               | Jean-Pierre Jabouille Jean-Michel Giorgi | Ford GT40         |     |
| 32              | S  | 8  | Neil Corner               | Neil Corner John Blades                  | Ford GT40         |     |
| 33              | S  | 20 | Gerhard Koch              | Gerhard Koch Jochen Neerpasch            | Porsche 906       |     |
| 34              | S  | 22 |                           | William Bradley Vic Elford               | Porsche 906       |     |
| Nicht gestartet |    |    |                           |                                          |                   |     |
| 35              |    |    |                           | Gijs van Lennep Jean Pier                | Matra Djet        | 1   |

1 nicht qualifiziert

### Nur in der Meldeliste
Hier finden sich Teams, Fahrer und Fahrzeuge die ursprünglich für das Rennen gemeldet waren, aber aus den unterschiedlichsten Gründen daran nicht teilnahmen.
| Pos. | Klasse | Nr. | Team      | Fahrer                    | Chassis        |
| ---- | ------ | --- | --------- | ------------------------- | -------------- |
| 36   |        |     | Autodelta | Jean Rolland Henri Greder | Alfa Romeo T33 |
| 37   | P      | 32  |           | John Hine John Miles      | Lotus 47       |

### Klassensieger
| Klasse | Fahrer          | Fahrer        | Fahrzeug      | Platzierung im Gesamtklassement |
| ------ | --------------- | ------------- | ------------- | ------------------------------- |
| P      | Jacky Ickx      | Paul Hawkins  | Mirage M1     | Gesamtsieg                      |
| S      | Richard Attwood | Brian Redman  | Ferrari 250LM | Rang 6                          |
| GT     | Robert Buchet   | Herbert Linge | Porsche 911S  | Rang 10                         |

### Renndaten
- Gemeldet: 37
- Gestartet: 34
- Gewertet: 19
- Rennklassen: 3
- Zuschauer: unbekannt
- Wetter am Renntag: Regen
- Streckenlänge: 7,855 km
- Fahrzeit des Siegerteams: 7:18:19,800 Stunden
- Gesamtrunden des Siegerteams: 128
- Gesamtdistanz des Siegerteams: 1005,440 km
- Siegerschnitt: 137,765 km/h
- Pole Position: Jacky Ickx – Mirage M1 (#3) – 2:47,500
- Schnellste Rennrunde: Joseph Siffert – Ferrari 412P (#9) – 2:52,300 – 162,728 km/h
- Rennserie: zählte zu keiner Rennserie